# Луиджи Капуана
Луиджи Капуана (на италиански: Luigi Capuana) е италиански журналист, литературен критик, драматург и писател на произведения в жанра драма, детска литература, научна фантастика и документалистика. Той е един от най-важните членове на реалистично-натуралистичното течение „Веризъм“.

## Биография и творчество
Луиджи Капуана е роден на 28 май 1839 г. в Минео, Италия, в богатото сицилианско семейство на земевладелците Гаетано Капуана и Доротеа Рагуза. През 1851 г. започва да учи право в Кралския колеж в Бронте, но след две години напуска по здравословни причини, продължавайки да се самообучава.
Получавайки лиценз се записва през 1857 г. в Юридическия факултет на Катания. През през 1860 г. напуска университета, за да участва в кампанията на Гарибалди като секретар на подземния въстанически комитет на Минео, а по-късно и като ръководител на оформящия се граждански съвет. През 1861 г. е издадена първата му пиеса посветена на Гарибалди.
В периода 1864 – 1868 г. се установява във Флоренция, за да опита да пише. Там се запознава с произведенията на френските писатели натуралисти и известните италиански писатели от онова време – Алеардо Алеарди, Джино Капони и др. През 1865 г. публикува първите си критически есета, а от 1866 г. работи като театрален критик на вестник „La Nazione“. Първият му разказ „Il dottor Cymbalus“ (Доктор Цимбал) е публикуван през 1867 г. във флорентинския вестник.
През 1868 г. се връща в Сицилия, мислейки да остане там за кратко, но смъртта на баща му и икономическите проблеми го принуждават да остане на острова. Пърнотачално работи като училищен инспектор, след това е общински съветник на Минео и е избран за кмет на селището. В този период той се доближава до идеалистичната философия на Хегел и позитивиста Анджело Камило Де Майс, и връзката ѝ с литературата.
След седемгодишен престой в Минео, през 1875 г. заминава за кратък престой в Рим, а след това по съвет на приятеля си Джовани Верга се премества в Милано. Там работи като театрален критик за вестник „Кориере дела Сера“.
През 1877 г. е издадена първата му сбирка с разкази „Profili di donne“ (Профили на жени), а през 1879 г. излиза първият му роман „Giacinta“, който се счита за манифест на италианския реализъм.
В периода 1890 – 1892 г. публикува два тома „Изследвания по съвременна литература“, с които събира статиите си за Зола, Гонкор, Верга и други писатели от тази епоха.
Връща се в Минео и за кратко време живее в Испика. В периода 1882 – 1883 г. живее в Рим и редактира „Fanfulla della domenica“, в периода 1883 – 1888 г. живее в Катания и Минео, а накрая се връща в Рим, където остава до 1901 г. В тези години литературната му продукция е много богата. През 1882 г. той публикува сборника с приказки „C'era una volta...“ с много фолклорни мотиви, сборниците с разкази Homo (1883), Le passionate (1893), Le Paesane (1894) и най-добрите критически есета, в които, отделяйки се от натурализма, разкрива собствената си естетика на автономията на изкуството. От този период са и известните му романи „Профумо“ (1892) и „Маркиз Рокавердина“ (1901), чието действие се развива в град Рагуза.
През 1900 г. става ръководител на катедрата по италианска литература в Женския институт за магистериум в Рим, където работи с колегите си Д'Анунцио и Пирандело.
През 1902 г. Капуана се завръща в Катания и преподава лексикография и стилистика в местния университет. Сред последните му произведения са томовете от приказки и разкази, „Съвести“ (1905), В страната на Загара (1910), „Американците от Рабато“ (1912 г.). Той допринася и за жанра на научната фантастика с някои от своите фантастични приказки, сред които „На острова на автоматите“ (1906), „В кралството на маймуните, Летящият и подземният град“ (1908), „Живата стомана“ (1913), и др.
Писателят е част от литературното движение, наречено веризъм, и проявява своето виждане както в своята критика, така и в художествените си произведения, давайки ясно предпочитание към натурализма и обективността и избягването на символизма.
Сред най-добрите разказвателни произведения на Капуана са романите, вдъхновени от сицилианския живот, героите и гротескните и трагични факти от тяхната провинция, те са забавни и винаги се опитват да подчертаят комичната страна, дори случаят да стане сериозен. Приказките, написани в бърза, опростена проза, пълна с рефрени, каданси и песни, остават може би най-щастливите произведения на писателя.
Луиджи Капуана умира на 29 ноември 1915 г. в Катания, Италия.

## Произведения

### Романи и новели
- Giacinta (1879)
- La Reginotta (1883)
- Ribrezzo (1885)
- Homo (1883)
- Vento e tempesta (1889)
- Fumando (1889)
- Profumo (1892)
- Fanciulli allegri (1894)
- Il marchese di Roccaverdina (1900 – 1901)
Маркиз Рокавердина, изд.: „Народна култура“, София (1974), прев. Никола Иванов
- Rassissione (1900)
- Coscienze (1905)
- Un vampiro (1906)
- State a sentire! (1907)
- Nel paese della zagara (1910)

### Пиеси
- Garibaldi. Leggenda drammatica in tre canti (1861)
- Malìa (1891, 1902)
- Spera di Sole (1893)
- Bona genti (1906)
- Lu cavaleri Pidagna (1909)
- Ppi lu currivu (1911)
От упорство, изд. „Casa Sicilia“ (2016), прев. Даниела Илиева
- Cumparaticu (1911)
- Riricchia (1911)
- 'Ntirrugatoriu (1912)
Разпит, изд. „Casa Sicilia“ (2016), прев. Даниела Илиева
- I fratelli Ficicchia (1912)
- Paraninfu (1914)
- Don Ramunnu Limoli (1915)
- Quacquarà (1915)

### Сборници
- Profili di donne (1877)
- Un bacio ed altri racconti (1881)
Любов и други разкази, изд. „Гутенберг“ (1918), прев.
- Le appassionate (1893)
- Le paesane (1894)
- La paura è fatta di nulla ed altre novelle (1906)
- La prima sigaretta ed altre novelle (1907)

### Детска литература
- C'era una volta... Fiabe (1882)
- Il regno delle fate (1883)
- Il pecoro nero (1894)
- Il drago, novelle, raccontini e altri scritti per fanciulli (1895)
- Schiaccianoci, novelle e novelline (1897)
- Scurpiddu (1898)
- Avarizia (1899)
- Le prodezze d'Orlando racconto (1899)
- Gambalesta (1903)
- Re Bracalone (1905)
- Chi vuol fiabe, chi vuole? (1908)
- Cara infanzia, racconti per fanciulli (1908)
- Tiritituf (1915)

### Разкази
- Il dottor Cymbalus (1867)
- L'ultima scappata (1899)
- Pupattolina (1899)
- Come Berto divenne buono, novellina (1906)
- Eh! La vita..., Quinteri, Milano, 1913)
- La primavera di Giorgio (1913)
- Il diario di Cesare (1914)
- Buono per inganno (1914)
- L'omino di mamma (1914)
- Guerra! Guerra! (1914)
- Sarta per bambole (1914)
- Un piccolo fregoli (1914)
- Istinti e peccati (1914)
- Prime armi (1915)
- L'avventura di Liana (1915)

### Документалистика
- Studi sulla letteratura modernporanea (1880, 1882)
- Il teatro italiano contemporaneo (1872)
- Spiritismo? (1884)
- La Sicilia e il brigantaggio (1892)
- Mondo occulto (1896)
- Gli „ismi“ contemporanei (1898)

### Екранизации
- 1912 Malìa
- 1926 Il cavalier Petagna
- 1932 Zaganella e il cavaliere – по пиесата „Lu cavaleri Pidagna“
- 1942 Gelosia – по романа „Il marchese di Roccaverdina“
- 1946 Malìa
- 1953 Gelosia – по романа „Il Marchese di Roccaverdina“
- 1956 I girovaghi – по разказа „Cardello“
- 1959 Spera di sole – ТВ филм
- 1972 Il marchese di Roccaverdina – ТВ минисериал, 3 епизода
- 1980 Giacinta – ТВ минисериал, 3 епизода